# Tețcani, Briceni
Tețcani este un sat din raionul Briceni, Republica Moldova. La nord de sat este amplasată rezervația peisagistică Tețcani.

## Istorie
Satul Tețcani este menționat pentru prima dată într-un hrisov de la Petru Șchiopul prin care întărește lui Jurja fost vistier, devenit Gavrilie monahul, și fratelui sau Matei fost vameș satul Tescani în ținutul Iași, al cărui privilegiu îl pierduseră când au Moldova a fost prădată de tătari; de asemenea le întărește parte din satul Iliușeuși numit și Tescanii, lângă Prut:
„Din mila lui dumnezeu, Io Petru voievod, domn al Țării Moldovei. Facem cunoscut cu aceasta carte a noastră, tuturor celor ce o vor vedea sau o vor auzi cetindu-se, ca au venit înaintea noastră și înaintea tuturor boierilor noștri moldoveni, rugătorul nostru Jurja fost vistier, după numele de călugăr, Gavrilie și fratele lui, Mateiu fost vameș, fui lui Ignat, nepoții lui Tescanul și ni s'au plâns, cu mare jeluire și cu mare mărturie, cu oameni buni și bătrâni și cu megieși de prin prejur și cu boieri din curtea domniei mele și ne-au mărturisit zicând ca privilegiul de mărturie ce a avut tatăl lor, Ignat, fiul lui Tescanul, dela Ștefan voievod și privilegiul de întărire ce au avut ei dela Alexandru voievod, pe satul Tescanii pe Zijia, în ținutul Iașilor, la gura Ursoaei, le-au pierdut aceste privilegii, când au lovit Tătarii cu război toată țara și însuși Ioan voievod a pierit atunci. ...

...

Si întru aceasta, deasemeni le-am dat și le-am întărit jumătate de sat din Ilișeuți, ce acum se numește Tescanii, la gura Viliei Seci lângă Prut și cu vad de moară în Vilia Seaca, din uricul ce a avut mătușa lor, Neacșa, fiica lui Sima Teascu, dela Ștefan voievod cel Bătrân, care aceasta jumătate de sat din Ilișeuți, ce acum se numește Tescanii, la gura Viliei Seci, lângă Prut, le-a dat-o lor mătușa lor, Neagșa, fiica lui Sima Teascu, pentru ca ea nu a avut copii din trupul său.

...

Iar pentru mai multă tărie și putere tuturor acestora mai sus scrise, am poruncit credinciosului și cinstitului nostru boier, pan Ion Golăi mare logofăt, să scrie și să atârne pecetea noastră la această carte a noastră adevărata.
A scris Zaharia Bârlădeanu, în Iași, în anul 7085 <1577>, luna Februarie, 6 zile.”

## Demografie

### Structura etnică
Structura etnică a satului conform recensământului populației din 2004:
| Grup etnic         | Populație | % Procentaj |
| ------------------ | --------- | ----------- |
| Ucraineni          | 2.525     | 90,96%      |
| Moldoveni / Români | 215       | 7,74%       |
| Ruși               | 27        | 0,97%       |
| Găgăuzi            | 4         | 0,14%       |
| Bulgari            | 1         | 0,04%       |
| Alții              | 4         | 0,14%       |
| Total              | 2.776     | 100%        |

## Administrație și politică
Componența Consiliului local Tețcani (11 consilieri), ales la 5 noiembrie 2023, este următoarea:
|  | Partid                                       | Consilieri | Componență | Componență | Componență | Componență | Componență | Componență | Componență |
|  | -------------------------------------------- | ---------- | ---------- | ---------- | ---------- | ---------- | ---------- | ---------- | ---------- |
|  | Partidul Socialiștilor din Republica Moldova | 7          |            |            |            |            |            |            |            |
|  | Candidat independent IVAN PELIPEȚCHII        | 1          |            |            |            |            |            |            |            |
|  | Candidat independent ELENA GRIGOREȚ          | 1          |            |            |            |            |            |            |            |
|  | Candidat independent IVAN DARCIUC            | 1          |            |            |            |            |            |            |            |
|  | Partidul Acțiune și Solidaritate             | 1          |            |            |            |            |            |            |            |